# Microterys steinbergi
Microterys steinbergi är en stekelart som beskrevs av Sugonjaev 1971. Microterys steinbergi ingår i släktet Microterys och familjen sköldlussteklar. Inga underarter finns listade i Catalogue of Life.